# Ильичёв, Леонид Фёдорович
Леони́д Фёдорович Ильичёв (2 (15) марта 1906, Екатеринодар — 18 августа 1990, Москва) — советский философ

, академик АН СССР (1962), секретарь ЦК КПСС (1961—1965). В 1962—1965 гг. председатель Идеологической комиссии ЦК КПСС и заведующий Идеологическим отделом ЦК КПСС. В 1951—1952 гг. главный редактор газеты «Правда», в 1965—1989 гг. заместитель министра иностранных дел СССР.
Доктор философских наук, профессор. Чрезвычайный и Полномочный Посол.
Лауреат Ленинской премии (1960) и премии им. В. В. Воровского (1963).
Член КПСС с 1924 года, кандидат в члены ЦК КПСС (1952—1956, 1981—1990), член Центральной ревизионной комиссии КПСС (1956—1961, 1976—1981), член ЦК КПСС (1961—1966).

## Биография
В 1918—1924 годах — рабочий.
В 1930 году окончил Северокавказский коммунистический университет, а в 1937 году — Институт красной профессуры (философия). В 1937—1944 годах занимался преподавательской деятельностью.
Около 20 лет работал в центральной печати (ответственный секретарь журнала «Большевик» в 1938—1944 годах; главный редактор газеты «Известия» в 1944—1948 годах; главный редактор газеты «Правда» в 1951—1952 годах; заведующий Отделом печати Министерства иностранных дел СССР в 1953—1958 годах, одновременно возглавлял редакцию журнала «Международная жизнь»).
В 1958—1961 годах — заведующий Отделом пропаганды и агитации ЦК КПСС по союзным республикам. Один из авторов книги «Лицом к лицу с Америкой» (1959).
С 1961 по март 1965 года секретарь ЦК, председатель Идеологической комиссии.
Принял участие в подавлении выступлений 1962 года в Новочеркасске (Новочеркасский расстрел).
Действительный член АН СССР с 29 июня 1962 года по Отделению экономических, философских и правовых наук (философия).
Идеолог хрущёвской антирелигиозной кампании. Под его руководством комиссия разработала «Мероприятия по усилению атеистического воспитания населения», оформленные в виде постановления ЦК КПСС от 2 января 1964 года. Антирелигиозный смысл постановления Л. Ф. Ильичёв дополнительно усилил в программной статье в журнале «Коммунист».
В то же время Л.Ф. Ильичев, вопреки позиции М.А. Суслова, способствовал основанию информационно-музыкальной радиопрограммы "Маяк", начавшей работу 1 августа 1964 года и ставшей весьма популярной. Причем сам Ильичев подчеркивал, что задачей новой радиопрограммы является отвлечение населения от иностранных радиоголосов.
В 1965—1989 годах — заместитель министра иностранных дел СССР, с 1989 года — советник при МИД СССР.
Автор работ по диалектическому и историческому материализму, внешней политике СССР и международным отношениям. Являлся председателем Научного совета АН СССР по комплексной проблеме «Закономерности развития социализма и перехода к коммунизму».
В декабре 1985 года передал в дар Краснодарскому краевому художественному музею коллекцию картин из своего личного собрания.

Могила Л. Ф. Ильичёва

Похоронен на Кунцевском кладбище в Москве.

## Награды
- 3 ордена Ленина (04.05.1962; 13.03.1981; 14.03.1986)
- орден Октябрьской Революции (22.10.1971)
- орден Отечественной войны 1-й степени (23.09.1945)
- 5 орденов Трудового Красного Знамени (11.07.1945; 08.07.1949; 15.02.1961; 23.03.1966; 15.03.1976)
- орден «Знак Почёта» (07.04.1956)
- медаль «За трудовую доблесть» (25.12.1959)
- медали

## Взгляды
- «Классы, сходящие с исторической арены, заинтересованы не в раскрытии, а в сокрытии объективных законов социального развития. Ведь это законы гибели эксплуататорского общества»[9].

## Отзывы
И. В. Сталин: «Редактор „Правды“ Ильичёв слаб. Он просто мал для такого дела. Надо бы назначить главного редактора „Правды“ посильнее этого, а этот пусть поучится».
Д. Т. Шепилов вспоминал:

За время войны и после её окончания Сатюков, Кружков, Ильичёв занимались скупкой картин и других ценностей. Они и им подобные превратили свои квартиры в маленькие Лувры и сделались миллионерами. Однажды академик П. Ф. Юдин, бывший некогда послом в Китае, рассказывал мне, как Ильичёв, показывая ему свои картины и другие сокровища, говорил: «Имей в виду, Павел Фёдорович, что картины — это при любых условиях капитал. Деньги могут обесцениться. И вообще мало ли что может случиться. А картины не обесценятся…» Именно поэтому, а не из любви к живописи, в которой ничего не смыслили, все они занялись коллекционированием картин и других ценностей.
Политолог Г. К. Ашин отмечал в одном из интервью: «Я читал его докторскую о роли народных масс и личности в истории, очень плохая».

## Основные работы

### Книги
- 1939 — Корифеи революционной науки. В. И. Ленин и И. В. Сталин. М.: Московский рабочий, 1939. - 96 с (в соавт. с Ф. Кошелевым).
- 1940 — О книге Ф. Энгельса «Людвиг Фейербах и конец классической немецкой философии». Лекция, прочитанная в Высшей партийной школе при ЦК ВКП(б) 3-го янв. 1940 г. - М.: Политиздат, 1940. - 52 с.
- 1940 — О книге И. В. Сталина "Вопросы ленинизма". Стенограмма лекций, прочитанных 27-28 февраля и 14 марта 1940 г. М., 1940. - 72 с.
- 1940 — О книге Владимира Ильича Ленина "Материализм и эмпириокритицизм". Лекция в помощь изучающим Историю ВКП(б). М.,  1940. - 12 с.
- 1941 — О роли личности в истории. — М.;
- 1952 — О произведении Ф. Энгельса "Анти-Дюринг". М.: Госполитиздат, 1952. - 76 с. (переиздана в 1953 г.)
- 1953 — О произведении Ф. Энгельса «Анти-Дюринг». — М.;
- 1958 — Прогресс науки и техники и международные отношения. — М.; Знание, 1958. - 63 с..
- 1959 — Лицом к лицу с Америкой. Рассказ о поездке Н. С. Хрущева в США. — М., (в соавт. с А. И. Аджубеем, Н. М. Грибачёвым и Ю. А. Жуковым);
- 1960 — В. И. Ленин. Биография. Т. 1—2. — 8-е изд. — М., 1987. (в соавт.);
- 1961 — Партийная пропаганда и современность. М.: Госполииздат, 1961. - 81 с. (в соавт. со В. И. Снастиным, В. И. Евдокимовым).
- 1962 — Ленинским курсом к победе коммунизма. Доклад на Торжественном заседании в Москве, посвященном 92-й годовщине со дня рождения В. И. Ленина. М.: Госполитиздат, 1962. - 31 с.
- 1962 — Научная основа руководства развитием общества. — М.;
- 1962 — Основы политических знаний. — 4-е изд. — М., (редактор);
- 1963 — Методологические проблемы естественных и общественных наук. — М.;
- 1963 — Общественные науки и коммунизм. М.: Изд-во Академии наук СССР, 1963. - 152 с.
- 1963 — Искусство принадлежит народу. М.: Госполитиздат, 1963. - 63 с.
- 1963 — Очередные задачи идеологической работы партии. Доклад на Пленуме ЦК КПСС 18 июня 1963 г. - М.: Госполитиздат, 1963. - 80 с.
- 1970 — Фридрих Энгельс: Биография. — М.: Ин-т марксизма-ленинизма при ЦК КПСС. (переиздана в 1977 гг) (в соавторстве).
- 1971 — Мыслитель, борец, человек. О Фридрихе Энгельсе. М.: Знание, 1971. - 31 с.
- 1977 — Философия и научный прогресс. Некоторые методологические проблемы естествознания и обществознания. М.: Наука, 1977. - 318 с.
- 1978 — «Анти-Дюринг» Ф. Энгельса и современность. М., 1978. (в соавторстве, редактор).
- 1981 — Проблемы материалистической диалектики: о мировоззренческой и методологической функциях диалектики. — М.;
- 1982 — Материалистическая диалектика как общая теория развития. Кн. 1—4. — М., 1987 (редактор);
- 1983 — Исторический материализм. Проблемы методологии. М.: Наука, 1983. - 255 с.
- 1983 — Философский энциклопедический словарь. М.: Сов. энциклопедия, 1983. - 839 c. (2-е изд. в 1989 г., главный редактор).
- 1983 — Материалистическая диалектика как общая теория развития. Проблемы развития в современных науках. М.: Наука, 1983. - 477 с. (Руководитель авторского коллектива и общая редакция).
- 1988 — СССР в борьбе за безопасность и сотрудничество в Европе, 1964-1987. М.: Международные отношения, 1988. - 543, с. (председатель редакционной коллегии).

### Статьи
- 1930 — Идеализм и материализм // На подъёме. — № 3;
- 1937 — Материализм диалектический // МСЭ. — 2-е изд. — Т. 6. — М., (в соавт.);
- 1938 — Материализм // БСЭ. Т. 38. — М., (в соавт.);
- 1939 — Ленин — вождь нового типа // Большевик. — № 1 (в соавт.);
- 1950 — Гениальное произведение творческого марксизма // Великая сила идей ленинизма. — М.;
- 1958 — Проблемы мира и статус-кво // Международная жизнь. — № 1 (псевд. М. Батурин);
- 1958 — Спутники и вопросы международных отношений // Международная жизнь. — № 3;
- 1958 — О некоторых вопросах идеологической работы в современных условиях // В помощь политическому самообразованию. — № 12 (без подписи);
- 1959 — XXI съезд КПСС и некоторые вопросы идеологической работы // Коммунист. — № 2;
- 1959 — Мирное сосуществование и борьба двух идеологий // Проблемы мира и социализма. — № 11;
- 1959 — Вопросы коммунистического воспитания трудящихся // Коммунист. — № 14;
- 1960 — Международные отношения и идеологическая борьба// Международная жизнь. — № 3 (псевд. Л. Фёдоров);
- 1961 — Научная основа политики Ленинской партии // Правда. — 21 апр.; 28 апр.;
- 1961 — Речь на XXII съезде КПСС // Правда. — 26 окт.;
- 1962 — Мощный фактор строительства коммунизма // Коммунист. — № 1.